# Лизио
Лѝзио (на италиански: Lisio; на пиемонтски: Lisi, Лизи) е село и община в Северна Италия, провинция Кунео, регион Пиемонт. Разположено е на 575 m надморска височина. Населението на общината е 226 души (към 2010 г.).